# برنامج الابتعاث السعودي لكرة القدم
برنامج الابتعاث السعودي لتطوير مواهب كرة القدم، هو مشروع وطني أطلقته الهيئة العامة للرياضة في السعودية في 30 يونيو 2019، ويهدف لتطوير وتنمية المواهب السعودية في رياضة كرة القدم، عن طريق الاحتكاك بالكرة الأوروبية، ومن ثم القدرة على تغذية المنتخبات السعودية، وكذلك إمكانية الانضمام للفرق الأوروبية.
بدأ البرنامج باختيار 21 لاعبا من أصل 40 لاعبا يستهدفهم البرنامج من جيل 1999 - 2000 الذين حققوا بطولة آسيا تحت 19 عاما، حيث يقضي اللاعب مدة أربع سنوات في أكاديمية قرب مدينة برشلونة في إسبانيا، وسيشارك اللاعبون في 40 مباراة كل موسم أمام فرق إسبانية وأوروبية، إضافة لتعلم اللغة. كما يشمل البرنامج، إضافة للاعبين، المدربين والأطباء والإداريين.